# Charles Edwards (homme politique)
Charles Edwards (19 février 1867 - 15 juin 1954) est un homme politique du parti travailliste au Royaume-Uni.

## Biographie
Edwards est élu aux élections générales de 1918 comme député de la circonscription nouvellement créée de Bedwellty dans le Monmouthshire. Il occupe le siège jusqu'à sa retraite du Parlement aux élections générales de 1950.
Il est nommé conseiller privé en 1940 et, de 1940 à 1942, il est whip en chef du gouvernement de coalition en temps de guerre .